# دامير مولاومروفيتش
دامير مولاومروفيتش (بالكرواتية: Damir Mulaomerović) مواليد 19 سبتمبر 1974 في جمهورية البوسنة والهرسك الاشتراكية، هو لاعب كرة سلة كرواتي معتزل. بدأ مسيرته الاحترافية في سنة 1990. لعب مع فريق نادي سيبونا لكرة السلة. يبلغ طوله 6 قدم 4.75 بوصة (1.9 م). مثّل منتخب بلاده. شارك في دورة الألعاب الأولمبية الصيفية سنة 1996. اعتزل اللعب في 2012.

## المسيرة الاحترافية
لعب مع سيبونا من سنة 1994 إلى 1998، ثم لعب مع فورتيتودو بولونيا في الدوري الإيطالي في موسم 1998–1999، ثم لعب مع أنادولو إفيس من سنة 1999 إلى 2001، ثم لعب مع باناثينايكوس في موسم 2001–2002، ثم لعب مع أماتوري أوديني في سنة 2002، ثم لعب مع ريال مدريد لكرة السلة في الدوري الإسباني في موسم 2002–2003، ثم لعب مع أولمبياكوس في موسم 2006–2007.

## روابط خارجية
- دامير مولاومروفيتش على موقع الاتحاد الدولي لكرة السلة (الإنجليزية)
- دامير مولاومروفيتش على موقع الدوري الإسباني لكرة السلة (الإسبانية)
- دامير مولاومروفيتش على موقع كرة السلة الأوروبية.كوم (الإنجليزية)
- دامير مولاومروفيتش على موقع ريلجم (الإنجليزية)
- دامير مولاومروفيتش على موقع بروبوليرز (الإنجليزية)
- دامير مولاومروفيتش على موقع سبورتس رفرنس (الإنجليزية)
- دامير مولاومروفيتش على موقع أوليمبيديا (الإنجليزية)